# Charles Robert Smith
Sir Charles Robert Smith (* 13. November 1887; † 4. November 1959) war ein britischer Kolonialbeamter und Gouverneur von Britisch-Nordborneo.
Er übernahm das Amt 1937 von Douglas James Jardine. Als die Japaner während des Zweiten Weltkriegs Borneo besetzten, geriet er am Morgen des 19. Januar 1942 in Kriegsgefangenschaft und wurde in das Batu Lintang Camp in Kuching deportiert. Nach seiner Rückkehr aus der Kriegsgefangenschaft im August 1945 und dem Ende der japanischen Hoheit war er ab dem 10. September 1945 offiziell wieder im Gouverneursamt. Seine Amtszeit endete im November 1946. In Anerkennung seiner Dienste wurde er am 1. Januar 1947 als Knight Commander des Order of the British Empire geadelt.